# Сухосарматка
Сухосарма́тка — посёлок в Неклиновском районе Ростовской области.
Входит в состав Андреево-Мелентьевского сельского поселения.

## Население
| 2010 |
| ---- |
| 482  |

## Улицы
| - ул. Зелёная, - ул. Лесная, - ул. Октябрьская, | - ул. Революции, - ул. Садовая, - ул. Чехова. |